# Шорвуд-Форест (Індіана)
Шорвуд-Форест (англ. Shorewood Forest) — переписна місцевість (CDP) в США, в окрузі Портер штату Індіана. Населення — 3033 особи (2020).

## Географія
Шорвуд-Форест розташований за координатами 41°27′31″ пн. ш. 87°8′46″ зх. д. / 41.45861° пн. ш. 87.14611° зх. д. (41.458594, -87.146041).  За даними Бюро перепису населення США в 2010 році переписна місцевість мала площу 5,79 км², з яких 4,92 км² — суходіл та 0,88 км² — водойми.

## Демографія
Згідно з переписом 2010 року, у переписній місцевості мешкало 2708 осіб у 947 домогосподарствах у складі 832 родин. Густота населення становила 467 осіб/км².  Було 1004 помешкання (173/км²).
Расовий склад населення:
| - 89,4 % — білих - 4,0 % — азіатів - 3,8 % — чорних або афроамериканців |

До двох чи більше рас належало 1,9 %. Частка іспаномовних становила 3,7 % від усіх жителів.
За віковим діапазоном населення розподілялося таким чином: 23,7 % — особи молодші 18 років, 59,7 % — особи у віці 18—64 років, 16,6 % — особи у віці 65 років та старші. Медіана віку мешканця становила 47,0 року. На 100 осіб жіночої статі у переписній місцевості припадало 94,7 чоловіків;  на 100 жінок у віці від 18 років та старших — 94,9 чоловіків також старших 18 років.
Середній дохід на одне домашнє господарство  становив 139 166 доларів США (медіана — 107 557), а середній дохід на одну сім'ю — 152 343 долари (медіана — 120 625). За межею бідності перебувало 3,2 % осіб, у тому числі 6,9 % дітей у віці до 18 років та 2,5 % осіб у віці 65 років та старших.
Цивільне працевлаштоване населення становило 1218 осіб. Основні галузі зайнятості: освіта, охорона здоров'я та соціальна допомога — 21,1 %, науковці, спеціалісти, менеджери — 17,9 %, виробництво — 12,2 %, роздрібна торгівля — 11,2 %.